# Heinrich Pape (Organist)
Heinrich (Hinrich) Pape (* 27. Juni 1609 in Ratzeburg; begraben am 25. April 1663 in Altona) war ein deutscher Organist.

## Leben
Heinrich Pape war der Sohn eines gleichnamigen Organisten (* um den 24. Juni 1563 in Steinkirchen; † 10. März 1637 vermutlich in Wedel) und einer unbekannten Frau. Der Vater arbeitete ab 1584 als Organist an der Stadtkirche von Ratzeburg und ab 1613 in Wedel. Sein Großvater kam aus Quakenbrück, wo er anfangs als Mönch gelebt hatte. Zur Zeit der Reformation war er aus dem Kloster ausgetreten und als evangelischer Pastor nach Steinkirche gewechselt.
Pape erhielt ab 1625 Orgelunterricht bei Jacob Praetorius dem Jüngeren an der Hamburger St. Petrikirche. 1628 bekam er eine erste Stelle in Mittelnkirchen, zu der ihm auch familiäre Beziehungen verholfen haben könnten. 1630 zog er nach Altona und betreute als Organist Ottensen, zu deren Pfarre Altona seinerzeit gehörte. Außerdem unterrichtete er an den Schulen beider Orte.
Am 12. August 1632 heiratete Pape Geesche (Gesa) Rist, deren Vater Caspar Rist († 1626) ein Pastor von Ottensen war. Ihr Bruder Johann Rist war ein bekannter Dichter und Prediger. Das Paar bekam mindestens zwei Söhne. Zu ihnen gehörte Heinrich (* 25. Februar 1634; † 19. Juli 1675), der 1662/1963 als Organist in Stockholm tätig war.
Im Jahr 1650 bekam Altona eine eigene Kirche. Pape erhielt dort eine Stelle als Organist und lehrte weiterhin an der Schule von Ottensen. Ein Sohn seines Schwagers, Caspar Rist, schrieb im Frühjahr 1663 einen französischen Brief über seinen „Cousin Henry Pape le jeune“, also Papes Sohn, und notierte darin, dass dieser – vermutlich geistig verwirrt – die Organistenstelle in Schweden abgegeben habe. Heinrich Pape sei aus Trauer hierüber verstorben. Gemäß dieser Quelle hätte Pape bis Lebensende in Altona gelebt. Früheren Quellen, bspw. einem Personeneintrag im Dansk biografisk leksikon, ist zu entnehmen, dass Pape selbst in die schwedische Hauptstadt gezogen sei.

## Werke
Pape schrieb Kompositionen für Orgel, die heute nicht mehr existieren. Bekannt wurde er für die Vertonung geistlicher Texte, die von seinem Schwager Rist und Jacob Schwieger stammten. Eines dieser Lieder war wahrscheinlich Daphnis aus Cimbrien Galathee aus dem Jahr 1642, das in ganz Nordeuropa aufgegriffen und im Rahmen geistlicher Kontrafakturen weiterverwendet wurde.
Pape vertonte auch geistliche Texte von Caspar Rist, der seinen Komponisten vorgab, einfache Werke zu erstellen. Pape folgte Rists Anweisungen und schrieb 1648 Der... an das Kreuz gehefteter Christus. Die Lieder wurden kein großer Erfolg; nur einige der Werke fanden Eingang in die angewandte Kirchenmusik. Rist baute sein Sammelwerk aus und gab es 1664 als Neue Hochheilige Passionsandachten in den Druck. Die Vertonungen Papes ersetzte er dabei durch neue Kompositionen.
Neben den Kompositionen arbeitete Pape gemäß einer selbsterstellten Übersicht auch anderweitig für Johann Rist. Rist fungierte ab 1653 als Kaiserlicher Hof- und Pfalzgraf und durfte somit Urkunden ausstellen, deren Ausführung Pape übernahm. Hierzu gehörte ein Diplom, das Pape und seiner Familie erlaubte, ein eigenes Wappen zu tragen.
Pape vertonte darüber hinaus vier Texte von Schwiegers 1656 erschienener Liedersammlung Liebesgrillen. Hier wurden als Komponisten Personen mit den Initialen „H. P. D. A.“ und „H. P. D.“ genannt. Umstritten ist, ob diese Vertonungen von Pape selbst oder dessen Sohn stammen. Gemäß dem Brief von Rists Sohn handelt es sich bei „H. P. D. A.“ jedoch eindeutig um den hier beschriebenen Heinrich Rist. Er schrieb vier Lieder, die von Fachleuten der Musikwelt zumeist besser eingeschätzt werden als die Melodien seines gleichnamigen Sohnes.